# Zala Predators 2009
Questa voce raccoglie le informazioni riguardanti gli Zala Predators nelle competizioni ufficiali della stagione 2009.

## Divízió II 2009

### Stagione regolare
| 4 aprile 2009 1ª giornata | Pécs Gringos | 8 – 36 | Zala Predators |  |

| 18 aprile 2009 3ª giornata | Zala Predators | 49 – 6 | Budapest Cowboys 2 |  |

| 16 maggio 2009 7ª giornata | Budapest Cowboys 2 | 6 – 47 (0-20 6-6 0-8 0-13) | Zala Predators |  |

| 7 giugno 2009 10ª giornata | Zala Predators | 20 – 7 | Pécs Gringos |  |

### Playoff
| 20 giugno 2009 Quarti di finale | Zala Predators | 13 – 12 (6-0 7-0 0-6 0-6) | Kaposvár Golden Fox |  |

| 4 luglio 2009 Semifinale | Zala Predators | 29 – 18 (0-0 19-2 7-8 3-8) | Szolnok Soldiers |  |

| 11 luglio 2009 Pannon Bowl | Dunaújváros Gorillaz | 10 – 0 | Zala Predators |  |

## Statistiche di squadra
| Competizione      | %Vittorie | In casa | In casa | In casa | In casa | In casa | In casa | In trasferta | In trasferta | In trasferta | In trasferta | In trasferta | In trasferta | Totale | Totale | Totale | Totale | Totale | Totale |
| Competizione      | %Vittorie | G       | V       | N       | P       | Pf      | Ps      | G            | V            | N            | P            | Pf           | Ps           | G      | V      | N      | P      | Pf     | Ps     |
| ----------------- | --------- | ------- | ------- | ------- | ------- | ------- | ------- | ------------ | ------------ | ------------ | ------------ | ------------ | ------------ | ------ | ------ | ------ | ------ | ------ | ------ |
| Stagione regolare | 1.000     | 2       | 2       | 0       | 0       | 69      | 13      | 2            | 2            | 0            | 0            | 83           | 14           | 4      | 4      | 0      | 0      | 152    | 27     |
| Playoff           | .667      | 2       | 2       | 0       | 0       | 41      | 30      | 1            | 0            | 0            | 1            | 0            | 10           | 3      | 2      | 0      | 1      | 41     | 40     |
| Totale            | .857      | 3       | 1       | 0       | 2       | 110     | 43      | 3            | 1            | 0            | 2            | 83           | 24           | 7      | 6      | 0      | 1      | 193    | 67     |